# Марк Ніколс (керлінгіст)
Марк Ніколс (1 січня 1980 , Лабрадор-Сіті, Ньюфаундленд і Лабрадор ) — канадський керлінгіст, олімпійський чемпіон 2006 року, бронзовий призер Олімпійських ігор 2022 року, призер чемпіонатів світу.